# Расковников лептир
Расковников лептир или расковникова совица (лат. Gortyna borelii) је редак ноћни лептир, местимично распрострањен у Европи. Због осетљивих еколошпких захтева заступљен је само локално и заштићен је на међународном нивоу.

## Опис и одлике
Расковникова совица је велик лептир са распоном крила од преко 4 cm. Одрасли лептир се излеже и лети током јесени, у септембру или октобру, када женка полаже јаја. Већину свог века лептир преживљава као гусеница у стабљици или корену биљке хранитељке, расковника (Peucedanum officinale).
Према тренутном таксономском статусу популација овог лептира која живи у Француској представља номиналну подврсту borelii, док све остале популације од Енглеске и Шпаније, све до кавкаског региона Русије припадају подврсти lunata. Према мишљењу неких лепидоптеролога, G. borelii lunata настањује само Панонску низију и Балкан. Примерци ове подврсте нарасту нешто крупнији и боја им је тамнија.
Ранији синоним научног назива лептира био је Hydroecia leucographa (sin. Hydraecia leucograma). Многи извори – вероватно грешком – не наводе подврсте, док други приказују Gortyna borelii lunata Freyer, 1839 као валидан таксон.
Сама реч "Gortyna" потиче од имена старог града на острву Крит из времена Римске владавине, који се налазио у подножју планине Ида, недалеко реке Лете.

## Исхрана и фенологија
Расковник или слатинско девесиље је једина биљка хранитељка врсте, због чега не чуди што је и распрострањеност лептира везана за ову биљку.
Лептир има веома сложен циклус развоја који се састоји из три главна и шест мањих стадијума. Ситне гусенице излазе из јаја у априлу и мају (стадијум L1), након чега се хране епидермисом изданака биљке хранитељке. У периоду између маја и јула се пењу на више делове стабљике, где живе ендофагно (стадијуми L2 и L3). Кошење ливаде у овом стадијуму је фатално за популацију лептира, пошто се његове ларве тада налазе у израслој биљци. Током стадијума L4 ларве се спуштају у дебео корен расковника где настављају да се хране све до стадијума L6. Оне не наносе већу штету биљци пошто се гусенице међусобно прождиру, тако да на једној биљци преживи само једна гусеница. Учестала киша у овом периоду може додатно да смањи број преживелих ларви. Нека посматрања указују да су гусенице толико осетљиве на влагу да престају да се хране током влажног периода. При томе оне могу да издрже 2 до 3 дана, док дужи кишни период може да уништи целокупну популацију одређеног локалитета.
У свим стадијумима, од L2 до L6, гусеница се пресвлачи на сваких 10-15 дана (тачно 5 пута), након чега се улуткава. То се дешава у августу или септембру, на дубини од 10–30 cm у земљи. Гусеница пре улуткавања припрема тунел из кога ће одрасли лептир касније моћи да изађе. Овде постоји још једна опасност по лептира, пошто кошење ливаде тешком механизацијом може да затрпа ове тунеле. Након улуткавања развијени имаго лептира излази, пари се и након неколико дана полаже јаја. Ројење је најизраженије почетком октобра. Тада је највећа вероватноћа за ширење популација на нове локације, пошто су лептири у стању да одлете даље од места излегања.
Полагање јаја је исто тако сложен процес. Женке полажу јаја искључиво на широколисне траве (Poaceae) у близини биљке хранитељке, па кошење ливаде у том периоду носи даљу опасност по развој лептира. Као заштитарска мера предлаже се кошење у шавовима, тако да се увек остави неколико трака високе траве која ће се сасушити до краја године. Лептир презимљава у облику јаја, сакривених са доње стране листова трава.

## Слике развојних фаза
- Ларва сликана у Вршцу
- Ларва сликана у Вршцу
- Ларва сликана у Вршцу
- Ларва сликана у Вршцу
- Ларва сликана у Вршцу

## Опште распрострањење и станиште
Лептир Gortyna borelii је европска врста коју карактерише локализовани, острвски ареал распрострањења. Насељава различите надморске висине почев од равница, па све до до 1000 m у француским Алпима или на Пиренејима. Среће се у Великој Британији, Француској, Шпанији, Италији, Немачкој, Пољској, Мађарској, Словенији, Хрватској, Црној Гори, Босни и Херцеговини, Македонији, Србији, Бугарској, Румунији, Украјини и Русији.
Изворне популације расковниковог лептира су угрожене у Европи, пошто је велики део његовог станишта претворен у пољопривредна подручја. За очувања овог лептира на међународном нивоу (Директива о стаништима Европске уније), препоручена је циљана, активна заштита популације у Панонском биогеографском региону.
Код нас је овај лептир слабо истраживан и пронађен је свега на неколико локалитета. У околњим земљама познат са више од 120 локација, где је искључиво налажен у малим изолованим популацијама. Једно од најпознатијих станишта на којима се још увек срећу здраве популације ове врсте се налази у Хортобађу.
Станиште лептира увек се преклапа са стаништем биљке расковник (Peucedanum officinale). То су слатинске високе зелени (Peucedano-Asteretum sedifolii Soó 1947 corr. Borhidi 1996), биљне заједнице које настају на ободима, крчевинама и травнатим пропланцима слатинских шума храста лужњака (Festuco pseudovinae – Quercetum), као и у бившим меандрима Дунава и Тисе, на солоњецу. Једно мање застуљено али такође типично станиште су степски пашњаци настали зарастањем старих винограда на јужним падинама побрђа.

## Статус и заштита
Лептир је због опште угрожености уврштен међу Натура 2000 врсте, унутар Додатка 2 Директиве о стаништима. На свим његовим стаништима постоји претња да друге биљке као што су пољски звездан (Aster punctatus) постепено истисну расковник, што се може спречити кошењем ливада у правилним временским интервалима.
Расковников лептир се наводи као угрожена врста (EN) према црвеној листи ноћних лептира Србије, иако још увек није заштићена законом. Познат је са само неколико локалитета у Бачкој и Банату. Зарад очувања ове врсте у Србији потребно је што пре заштитити преостале слатине које предствљају његова природна станишта. Србија је у оквиру мера које спроводи у процесу прикључења Европској унији 2010. започела израду Националне еколошке мреже, као пилот-мреже будуће Натура 2000.